# Долгопрудненское научно-производственное предприятие
ПАО «Долгопрудненское научно-производственное предприятие» (ДНПП, РТС: DNPP
) — российская компания — производитель вооружений для средств ПВО. До 1971 года являлась также авиастроительным предприятием.

## История
В конце 1931 года при Главном управлении (ГУ) Главвоздухфлота была создана организация, которая должна была проектировать, производить и эксплуатировать дирижабли, а также совершенствовать методы их эксплуатации. В апреле 1932 года вновь образованному предприятию была передана территория Центральной воздухоплавательной базы Осоавиахима в районе станции Долгопрудная, где началось строительство деревянного эллинга, завода по производству водорода и других зданий. Предприятие начало работать 5 мая 1932 года под названием «Дирижаблестрой»
В этот же месяц Дирижаблестрой получил из Ленинграда три дирижабля мягкого типа: СССР В-1, СССР В-2 (Смольный) и СССР В-3 (Красная звезда). Они предназначались для учебно-агитационных полётов и испытаний их применения в народном хозяйстве — 7 ноября 1932 года над Красной площадью прошли четыре советских дирижабля: СССР В-1, СССР В-2 (Смольный), СССР В-3 (Красная звезда), а также СССР В-4 (Комсомольская правда).
Дирижаблестрою была поставлена задача: организовать производство дирижаблей полужёсткого типа. Для этого в СССР был приглашён итальянский конструктор дирижаблей Умберто Нобиле, возглавивший организацию в 1932—1935 годах. Нобиле вместе с группой итальянских специалистов прибыл в Долгопрудный в мае 1932 года.
К 1933 году СССР овладел техникой проектирования, строительства и эксплуатации дирижаблей мягкого типа.
В конце февраля 1933 года У. Нобиле совместно с советскими инженерами создал первый советский полужёсткий дирижабль СССР В-5. 27 апреля 1933 года В-5 совершил свой первый полёт продолжительностью 1 час 15 минут. До конца 1933 года В-5 совершил более 100 полётов.
С. Д. Павлов в октябре – декабре 1934 года был начальником «Дирижаблестроя»; после, и до августа 1936 года руководил Долгопрудненской строительной конторой «Дирижаблестроя».
Дирижабль СССР В-6 (Осоавиахим) был создан на основе конструкции итальянского дирижабля N-4. Первый полет СССР В-6 состоялся 5 ноября 1934 года под командованием У. Нобиле. Одновременно с воздушным судном СССР В-6 строился дирижабль СССР В-7 (Челюскинец). Его первый полет состоялся 16 июля 1934 года. В 1935 году был построен дирижабль СССР В-7 бис, а в 1936 году СССР В-8.
В 1936 году на базе комбината «Дирижаблестрой» был создан завод № 207, который начал осваивать производство истребителей И-207. До 1940 года предприятие продолжало выпускать воздухоплавательную технику различного типа.
В 1937 году был построен дирижабль СССР В-10 мягкого типа. Он предназначался для обучения и тренировки экипажей дирижаблей. Первый полет В-10 состоялся 14 января 1938 года.
В феврале 1940 года было принято решение о временной консервации строительства и эксплуатации дирижаблей.
История комбината «Дирижаблестрой» как профильного предприятия, занимающегося исключительно воздухоплавательной тематикой, завершилась к началу войны — в 1940 году. Все работы по созданию аппаратов легче воздуха были переданы в ведение ЦАГИ (Лаборатория № 13) вместе с основной частью инфраструктурных объектов, составляющих экспериментально-испытательную базу "Дирижаблестроя" (в том числе Эллинг).
Во время Великой Отечественной войны «Дирижаблестрой» выпускал бомбардировщики Су-2, Пе-2 и Ту-2, ночные ближние бомбардировщики Як-6, самолёты По-2, лёгкие самолёты конструктора А. С. Яковлева. При этом, в Лаборатории № 13 был организован выпуск аэростатов заграждения и наблюдения. Всего в период 1941-1945 годов выпущено более чем 3000 привязных аэростатов, использование которых спасло от уничтожения важнейшие объекты экономического и историко-культурного значения страны.
В годы холодной войны, появилась потребность в массовом производстве разведывательных систем с использованием стратосферных аэростатов. Приказом Министерства авиационной промышленности СССР от 28.11.1956 на базе 13 воздухоплавательной лаборатории ЦАГИ создано Всесоюзное конструкторское бюро № 424, которое в 1966 году переименовано в ДКБА.
Так на базе Дирижаблестроя возникло «Долгопрудненское конструкторское бюро автоматики» (ДКБА) — преемник по тематике проектирования и постройки дирижаблей и аэростатов, а также другие предприятия: «Центральная аэрологическая обсерватория» (ЦАО), «Химический завод тонкого органического синтеза».
В 1951 году на части территории бывшего комбината «Дирижаблестрой» было образовано предприятие «Долгопрудненский машиностроительный завод» (ДМЗ, завод № 464). В 1951 году этому предприятию была поручена разработка и производство первых зенитных управляемых ракет.
В 1966—1971 годах на заводе изготовлено 506 самолётов Ан-2М. С конца 1960-х годов ДМЗ специализируется на производстве средств противовоздушной обороны.
В 1956—1959 годах начальником КБ по созданию воздухоплавательных аппаратов был М. И. Гудков — один из руководителей ОКБ-301 по созданию истребителя ЛаГГ-3. В 1958 году под руководством М. И. Гудкова создан стратостат «СС-Волга».
С 1975 по 1991 год предприятие именовалось «Долгопрудненское машиностроительное производственное объединение» (ДМПО).
В 1992 году предприятие, пройдя процесс акционирования, было переименовано в «Долгопрудненское научно-производственное предприятие» (ДНПП). В 2002 году ДНПП вошло в Концерн ПВО «Алмаз-Антей».

## Деятельность

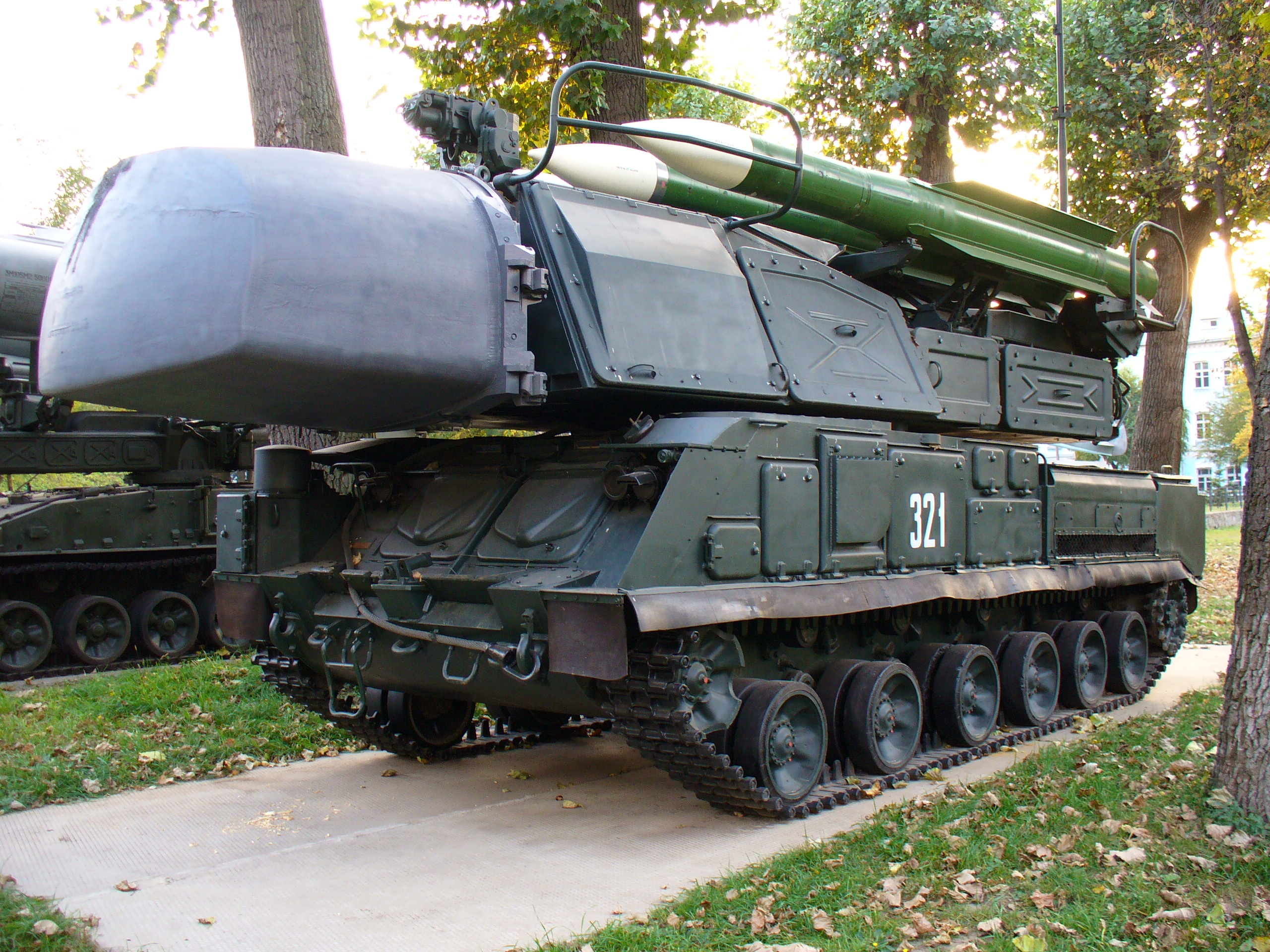
ЗРК «БУК»

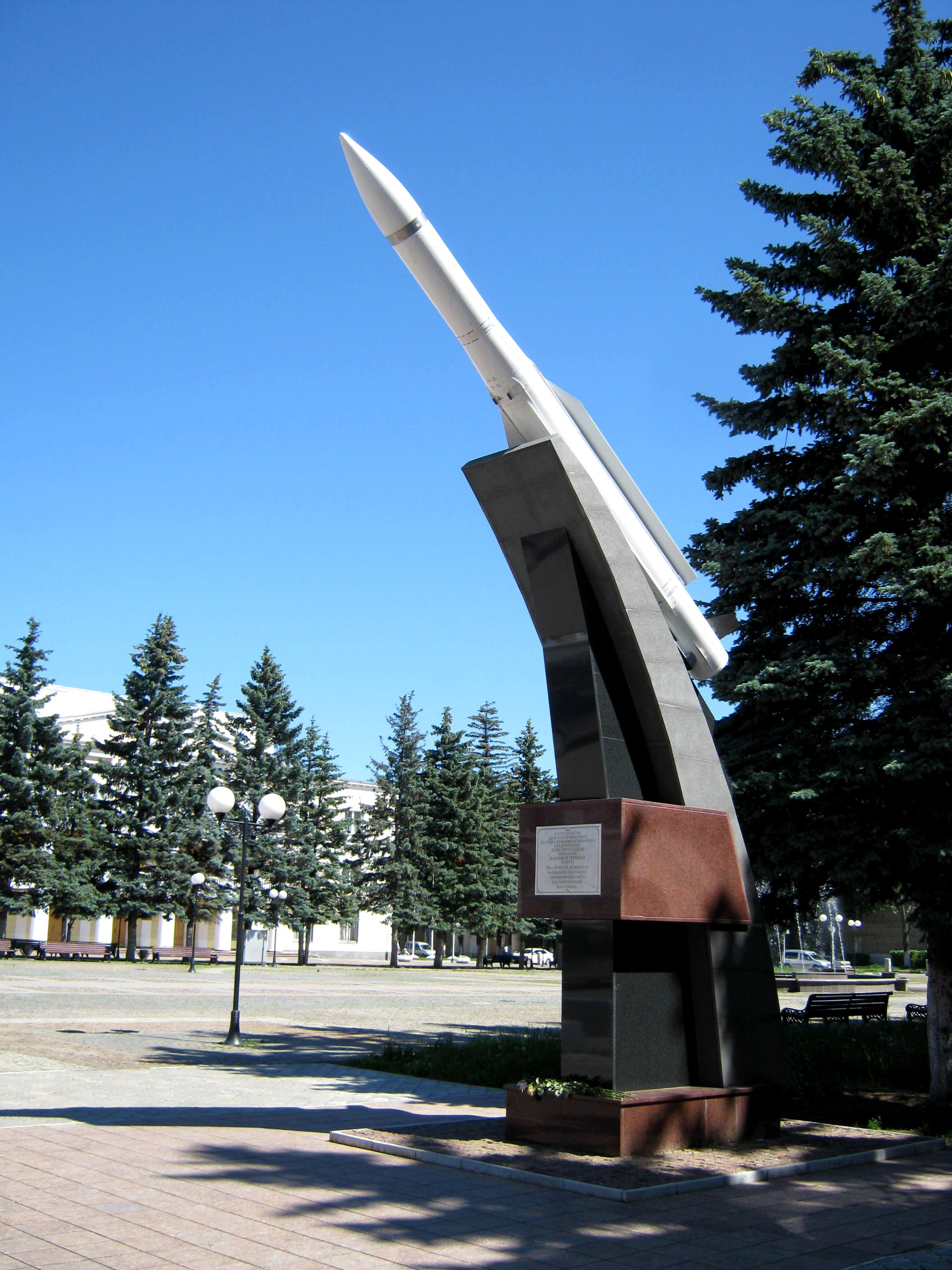
Памятник создателям ракетной техники — ракета «9М38» у проходной ПАО ДНПП

ДНПП разрабатывает и производит зенитные управляемые ракеты ЗРК «Бук-M1», «Бук-М1-2», «Бук-М2», «Бук-М3» и ЗРК типа «Штиль».
ДНПП серийно производит системы авиационного вооружения и установки стрелково-пушечного вооружения.
ДНПП включено в перечень стратегических предприятий России.

## Санкции
Из-за войны на Донбассе компания внесена в санкционные списки Канады и США в 2014 году, впоследствии санкции были ужесточены в 2017 году и после вторжения России на Украину. 24 февраля 2022 компания внесена в санкционный список Украины.
23 февраля 2024 года предприятие включено в санкционный список стран Евросоюза:

Основным видом деятельности ДНПП является создание и производство высокотехнологичной оборонной продукции для Вооруженных сил РФ, которая задействована в агрессивной войне против Украины. Таким образом, ДНПП материально поддерживает действия, которые подрывают и угрожают территориальной целостности, суверенитету и независимости Украины.— «Официальный журнал Европейского союза», Брюссель, 23 февраля 2024 года

## Собственники и руководство
- Концерн ВКО «Алмаз-Антей» — 56,7976 % акций

## Известные сотрудники
- В. П. Эктов — Главный конструктор АООТ «ДНПП» (1995—2013)[7]